# Бандон
Бандон (англ. Bandon) — река в Ирландии в графстве Корк, 72 километров в длину. В реке ловят лосося, форель. Река начинается в холмах Маханакли (Maughanaclea), через город Бандон в Кинсейл. Река протекает в русле, высеченном в камне в каменноугольный период.